# Naica
Naica é uma localidade do estado mexicano de Chihuahua.
É nessa localidade que se encontra a Mina de Naica e a célebre Caverna dos Cristais